# Forêts de feuillus et de conifères de l'Himalaya oriental
Les forêts de feuillus et de conifères de l'Himalaya oriental forment une région écologique identifiée par le Fonds mondial pour la nature (WWF) comme faisant partie de la liste « Global 200 », c'est-à-dire considérée comme exceptionnelle au niveau biologique et prioritaire en matière de conservation. Elle regroupe plusieurs écorégions terrestres des contreforts méridionaux de l'Himalaya oriental :
- les forêts subalpines de conifères de l'Himalaya oriental
- les forêts de feuillus de l'Himalaya oriental
- les forêts tempérées du Nord du Triangle
- les forêts subalpines de conifères du Nord-Est de l'Himalaya